# 山形県道104号狸森上山線
山形県道104号狸森上山線（やまがたけんどう104ごう むじなもりかみのやません）は、山形県上山市狸森と上山市矢来とを連絡する一般県道である。

## 路線データ
- 起点：山形県上山市狸森
- 終点：山形県上山市矢来

## 路線状況
1983年（昭和58年）4月1日、山形県告示第564号により認定された。国道348号との交差点を起点とし一部区間で国道458号と重複し東日本旅客鉄道（JR東日本）奥羽本線のかみのやま温泉駅へ至る。

## 地理

### 通過する自治体
- 山形県
  - 上山市

### 交差する道路
- 国道348号
- 国道458号
- 山形県道13号上山七ヶ宿線